# Малі РНК бактерій

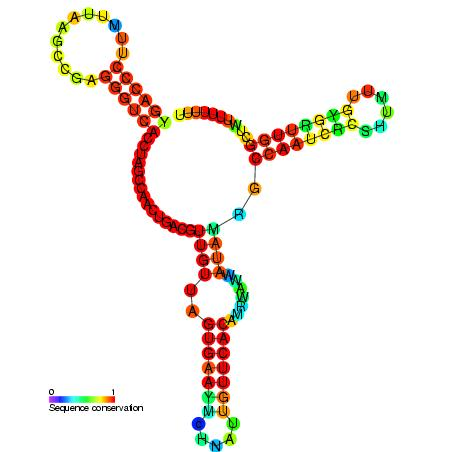
Мала РНК Qrr, що бере участь у регуляції відчуття кворуму у Vibrio cholerae

Малі РНК бактерій (англ. Bacterial small RNAs) — невеликі некодуючі РНК довжиною 50-250 нуклеотидів, що містяться в клітинах бактерій. Як правило, малі РНК бактерій мають складну структуру і містять кілька шпильок. Численні малі РНК були визначені в клітинах кишкової палички, модельному патогені Salmonella, азотофіксувальній альфа-протеобактерії Sinorhizobium meliloti, морських ціанобактеріях, збуднику туляремії Francisella tularensis, патогені рослин Xanthomonas oryzae pathovar oryzae та інших бактеріях. Для пошуку малих РНК в геномі бактерій використовували комп'ютерний аналіз і різні лабораторні методи (нозерн-блот, секвенування РНК, використання мікрочипів).

## Походження
Більшість малих РНК бактерій кодується вільно розташованими генами, локалізованими в міжгенних ділянках. Проте відомо, що деякі малі РНК бактерій можуть утворюватися з 3'-нетрансльованої області мРНК шляхом незалежної транскрипції або нуклеолітичного розрізання. Антисенсові малі РНК можуть розглядатися як цис-кодовані малі РНК, якщо існує перекривання між геном антисенсової РНК і геном-мішенню, або як транс-кодовані малі РНК, якщо ген антисенсової РНК і ген-мішень відокремлені один від одного.

## Функції
Малі РНК бактерій можуть пов'язувати білки-мішені і змінювати їх функції, або мРНК-мішені і регулювати експресію генів. Як правило, вони функціонують за рахунок безпосереднього парування основ із РНК-мішенями. На цьому заснований принцип дії ряд швидких і чутливих методів для визначення мішеней цих РНК, зокрема, IntaRNA, TargetRNA і RNApredator.

### Дія на гени домашнього господарства
Серед мішеней малих РНК бактерій є ряд генів, що входять в число генів домашнього господарства. Так, 6S РНК зв'язується з РНК-полімеразою та регулює транскрипцію. Транспортно-матрична РНК бере участь у синтезі білка, забезпечуючи вивільнення рибосом, «завислих» на трансляції мРНК, позбавлених стоп-кодону. 4,5S РНК задіяна в регуляції частинок розпізнавання сигналу (англ. signal recognition particle, SRP), необхідних для секреції білків. РНК, що входить до складу РНКази P, бере участь у дозріванні тРНК.

### Відповідь на стрес
Багато малих РНК бактерій задіяно в регуляції відповіді на стрес. Вони експресуються в стресових умовах, наприклад, в умовах холодового шока, нестачі заліза, цукрів, у разі активації SOS-відповіді. При нестачі азоту ціанобактерії експресують особливу малу РНК — індуковану азотним стресом РНК 1 (англ. nitrogen stress-induced RNA 1, NsiR1).

#### Регуляція експресії rpoS
Ген rpoS у Escherichia coli кодує білок сигма 38 — один з сигма-факторів РНК-полімерази, який регулює відповідь на стресові умови і функціонує як транскрипційний регулятор багатьох генів, що беруть участь в адаптації клітини. Трансляцію сигму 38 регулюють щонайменше три малі РНК: DsrA, RprA і OxyS. DsrA і RprA активують трансляцію, зв'язуючись з лідерною послідовністю за рахунок парування основ і тим самим не даючи утворюватися шпильці, що перешкоджає зв'язуванню рибосоми. OxyS, навпаки, пригнічує трансляцію. Рівень DsrA підвищується у відповідь на низькі температури і осмотичний стрес, рівень RprA — у відповідь на осмотичний стрес і стрес, пов'язаний з поверхнею клітини, таким чином, у відповідь на ці умови рівень сигму 38 підвищується. Рівень OxyS збільшується у відповідь на окислювальний стрес, тому в цих умовах експресія гену rpoS пригнічується.

#### Регуляція білків зовнішньої мембрани
Зовнішня мембрана у грам-негативних бактерій служить бар'єром, що перешкоджає проникненню токсинів всередину клітини, і грає ключову роль у виживанні бактерій у найрізноманітніших умовах. До числа білків зовнішньої мембрани (англ. outer membrane proteins, OMPs) входять поріни і адгезіни. Експресія цих білків регулюється численними малими РНК. Поріни OmpC і OmpF відповідають за транспорт метаболітів і токсинів через мембрану. Експресія цих двох білків регулюється малими РНК MicC і MicF у відповідь на стресові умови. Білок зовнішньої мембрани OmpA прикріплює зовнішню мембрану до муреїнового шару, розташованому в периплазматичному просторі. Його експресія негативно регулюється в стаціонарній фазі зростання. У E. coli рівень OmpA зменшує мала РНК MicA, а у Vibrio cholerae синтез OmpA у відповідь на стрес пригнічується за допомогою малої РНК VrrA.

### Вірулентність
У деяких бактерій малі РНК регулюють гени вірулентності. У Salmonella острівець патогенності кодує малу РНК InvR, яка пригнічує синтез головного білка зовнішньої мембрани OmpD. Інша коактивована мала РНК, DapZ, пригнічує синтез транспортерів олігопептидів Opp/Dpp, локалізованих у зовнішній мембрані. Мала РНК SgrS регулює експресію секреції ефекторних білка SopD. У Staphylococcus aureus РНКІІІ регулює ряд генів, що беруть участь у синтезі токсинів, ферментів і поверхневих білків. У Streptococcus pyogenes малі РНК FasX і Pel кодуються локусами, асоційованими з вірулентністю. Pel активує синтез поверхневих і секретних білків.

### Відчуття кворуму
У бактерій роду Vibrio мала РНК Qrr і шаперон Hfq беруть участь у регуляції відчуття кворуму. Qrr регулює синтез декількох білків, у тому числі основних регуляторів відчуття кворуму — LuxR і HapR.